# Isla La Schola
La Isla La Schola (en italiano: Isola La Scuola literalmente Isla La Escuela) o simplemente La Schola, es una isla situada en el territorio de Marsala, una comuna italiana de la provincia de Trapani, en Sicilia, en el país europeo de Italia.
La Schola es la isla más pequeña de las islas de la Laguna (isole dello Stagnone) tiene forma ovalada con unos 80 x 50 m, está situada entre Mozia y la Isla Grande. Durante la época romana existía una escuela de retórica, de la cual deriva su nombre actual. En la actualidad hay tres edificios de los años treinta y un tanque, todo en un estado de abandono. La isla es propiedad de la ciudad de Marsala.